# Memaliaj
Memaliaj es un municipio y villa en el condado de Gjirokastër, en el sur de Albania. El municipio se formó en la reforma territorial de 2015 mediante la fusión de los antiguos municipios de Buz, Krahës, Luftinjë, Memaliaj, Memaliaj Fshat y Qesarat, que pasaron a ser unidades administrativas. El ayuntamiento tiene su casa consistorial en la villa de Memaliaj. La población total del municipio es de 10 657 habitantes (censo de 2011), en un área total de 372.07 km². La población en sus límites de 2011 era de 2647 habitantes.
Aquí se estableció en 1946 una localidad industrial para apoyar a la actividad minera de la zona. En 1990 se producían aquí unas quinientas mil toneladas de carbón al año. Actualmente el municipio se halla en un estado de estancamiento económico, ya que la mina se cerró.